# Поликлиника № 1 (Новосибирск)
Поликлиника № 1 — здание в стиле конструктивизма. Расположена в Центральном районе Новосибирска. Памятник архитектуры регионального значения.

## Описание
Главный фасад выходит на красную линию Серебренниковской улицы, боковые фасады обращены к улицам Щетинкина и Депутатской.
Ш-образное здание объединяет в себе разновысокие объёмы, выступающие и уходящие вглубь от красной линии. Главный фасад здания имеет ризалит.
Со временем архитектура фасадов претерпела существенные изменения: из-за создания новых простенков были утрачены большие окна первого этажа у главного и южного фасадов, кроме того, большие окна исчезли и на трёх этажах ризалита.
Архитектурное решение здания базируется на использовании монолитного железобетонного каркаса с массивными кирпичными стенами на бутовых фундаментах. Расчёт железобетонного каркаса сделал томский инженер М. А. Ульянинский. 
Стропильная крыша покрыта железом.

## История
В 1927 году был объявлен конкурс на проект поликлиники. Первую премию получил проект архитектора П. А. Щекина, вторую — проект А. Д. Крячкова. Здание построили в 1928 году.
Первоначальный коллектив насчитывал 132 человека (из них 34 врача). Первый руководитель — И. М. Напольский.
За время существования из состава поликлиники выделились такие организации как: туберкулёзный диспансер (1935), детская поликлиника (1936), онкологический диспансер (1948) и женская консультация (1964).
В 2002 году в учреждении работало 346 человек, из них 112 врачей (по 26 специальностям), на этот период их услугами пользовались 38126 человек.